# Neanthes latipalpa
Neanthes latipalpa är en ringmaskart som först beskrevs av Schmarda 1861.  Neanthes latipalpa ingår i släktet Neanthes och familjen Nereididae. Utöver nominatformen finns också underarten N. l. typica.